# Куронен, Олави
Э́йно О́лави Ку́ронен (фин. Eino Olavi Kuronen; 22 января 1923, Маанинка, Куопио — 8 января 1989, Йоэнсуу, Северная Карелия) — финский прыгун на лыжах с трамплина, выступавший в 1950-х годах. Куронен занял 12-е место в личном зачете на Зимних Олимпийских играх 1952 года в Осло.